# Gossamer Condor
O Gossamer Condor foi o primeiro avião de propulsão humana a receber o prémio Kremer, no dia 23 de agosto de 1977 próximo de Bakersfield (California). 
Este resultado histórico tornou conhecido Paul MacCready e a sua sociedade AeroVironment que desenvolveram outros aparelhos de propulsão humana, bem como solares e elétricos, e que está hoje ligada à produção de drones (aviões sem piloto a bordo).

## Características
O Gossamer Condor é um avião de configuração canard. A estrutura era de tubos de alumínio de diâmetro 50, e espessura variável entre 0,9 e 0,4 mm para as asas; a cobertura era de polyester Mylar ultrafino (13 µm). Usa diversos cabos de aço (corde à piano), com diâmetro entre 0,5 à 0,9 mm. Um anemômetro de hélice é colocado entre o canard e as asas.
Envergadura : 29,25 m (96 ft)
Comprimento : 9,14 m ; altura : 5,49 m
Massa  : 31,75 kg (70 lb) ; massa total em voo : ~ 94 kg
Carga alar : ~ 1,33 kg/m²
Velocidade do voo : ~ 4,7 m/s (~ 17 km/h) (~ 10,6 mph)